# Stagecoach Group

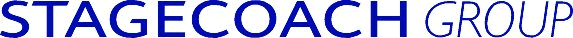

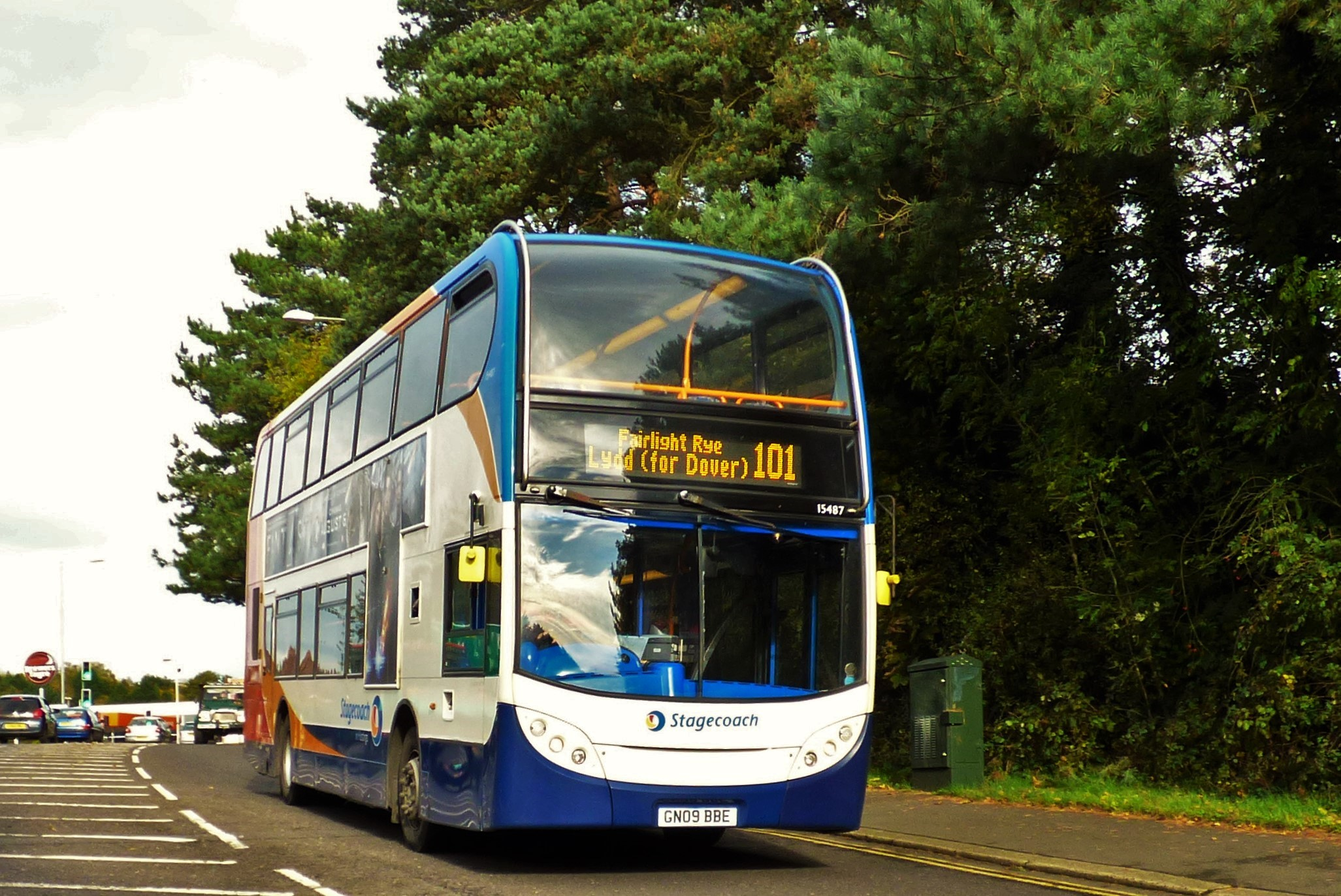
Scania-Alexander Enviro 400 dubbeldeksbus van Stagecoach in Kent

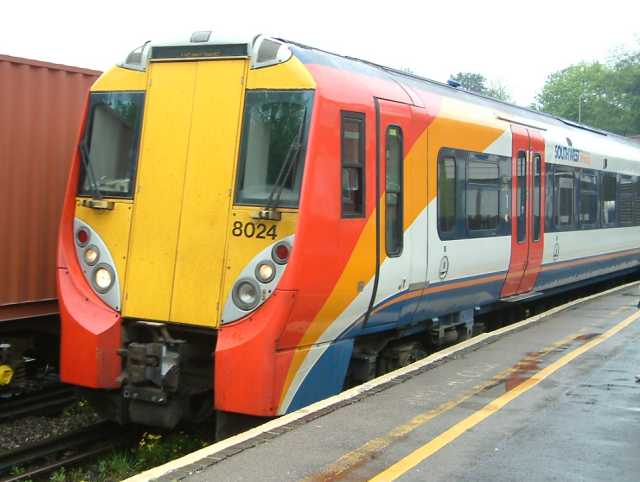
Elektrisch treinstel van Stagecoach-dochter South West Trains

Stagecoach Group PLC is een internationaal opererend openbaarvervoerbedrijf. Stagecoach is gevestigd in het Schotse Perth en is actief in het Verenigd Koninkrijk, de Verenigde Staten, Canada en Nieuw-Zeeland. Bij het bedrijf werken 30.000 mensen. Met 12.500 voertuigen worden dagelijks 2,5 miljoen mensen vervoerd. In 2004 boekte het bedrijf een omzet van 1,5 miljard Britse pond.

## Geschiedenis
Stagecoach is in 1976 onder de naam Gloagtrotter opgericht door verpleegkundige Ann Gloag (*1942) en haar toenmalige echtgenoot Robin Gloag als een verhuurbedrijf van campers.
Anns jongere broer, Brian Souter (*1954), ging ook meewerken in het bedrijf en vormde de onderneming om in touringcarbedrijf Stagecoach. In 1980 was namelijk de nieuwe Transport Act van kracht die zorgde voor een deregulering van het langeafstandsvervoer (35 mijl en verder) per bus. Met een cheque van 25.000 pond van hun vader, hebben ze twee bussen gekocht en begonnen ze een lijndienst tussen Dundee en Londen. Door een agressieve benadering van de markt groeide het bedrijf zeer snel, wat vaak ten koste ging van de kleinere busondernemingen.

## Verenigd Koninkrijk
In 2004 heeft Stagecoach 15,9% van het Britse busvervoer in handen. In Sheffield exploiteert Stagecoach de Sheffield Supertram. Verder is het bedrijf tot augustus 2017 exploitant van treinen in en om Londen onder de naam South West Trains, waar ook de spoorlijn op het eiland Wight (Island Line) onder valt. Stagecoach heeft ook een belang van 49% in Virgin Trains die twee concessies (CrossCountry en West Coast) in handen heeft.

## Elders
In Nieuw-Zeeland is Stagecoach de grootste busmaatschappij. In de VS en Canada is Stagecoach exploitant van langeafstandsbussen.